# 7 Up

Logo 7 Up używane poza Stanami Zjednoczonymi

Amerykańskie logo 7 Up

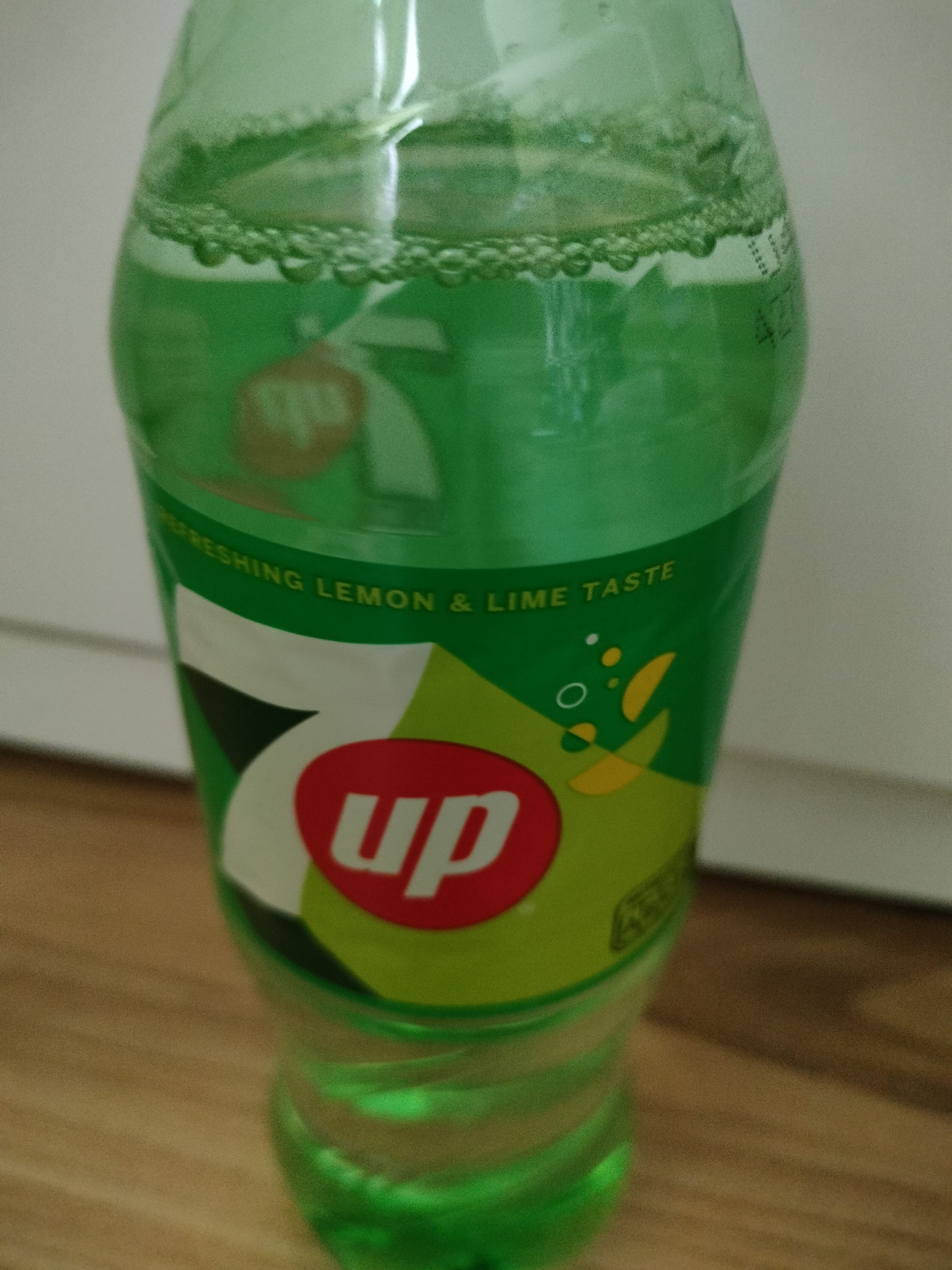
Butelka 7up

7 Up – napój gazowany o smaku cytrynowo-limonkowym w Europie produkowany przez oddziały PepsiCo, a w USA przez Dr Pepper Snapple Group. Logo napoju składa się z cyfry 7, napisu Up i czerwonej kropki między nimi. Owa kropka jest maskotką linii tych napojów i nazywa się Cool Spot. Była ona bohaterką gier komputerowych, między innymi logicznej opartej na grze Ataxx.

## Historia
Seven Up został stworzony przez Charlesa Leiper Grigga, właściciela The Howdy Corporation, w roku 1929. Reklamowany był jako lek na kaca.
Ponadto maskotka Fido Dido została wprowadzona w latach 90.
Marka przez pewien okres zmieniała właściciela do czasu, gdy została zakupiona przez Cadbury Schweppes, a ta po rozpadzie w 2008 roku utworzyła Dr Pepper Snapple Group.

## Odmiany
W Polsce została wydana odmiana klasyczna, cytrynowo-limonkowa. U niezależnych importerów w różnych miastach dostępna jest również jego odmiana wiśniowa.